# La Malédiction de l'anneau
La Malédiction de l'anneau est une trilogie romanesque de fantasy écrite par Édouard Brasey. Inspirée des anciennes sagas sur la mythologie nordique, comme la célèbre tétralogie de Wagner, L'Anneau du Nibelung, elle se déroule dans cet univers qui met en scène les dieux et la lignée humaine issue d'Odin, le dieu suprême. Le premier tome, Les Chants de la Walkyrie, a été récompensé du Prix Merlin le 20 juin 2009.

## Résumé
Il y a bien longtemps, le roi des Nibelung se fit dérober son anneau magique par Loki. En représailles, il maudit l'objet afin qu'il n'apporte que mort et corruption à ses possesseurs. 
Odin, le dieu suprême régnant sur l'Ásgard, a entre-temps donné naissance aux rois du Frankenland dont il espère qu'ils apporteront l'étincelle divine aux hommes. Frigg, la déesse du mariage et l'épouse d'Odin, ne désire pas voir le sang des dieux mêlé à celui des hommes et frappe la reine de Frankenland de stérilité. Odin envoie alors sa fille préférée, la Walkyrie Brunehilde, apporter l'une des pommes d'éternelle jeunesse du jardin de Freya pour sauver la reine. La Walkyrie perd son statut de déesse et devient une simple scalde mortelle. Pendant ce temps, la malédiction de l'anneau se poursuit et Hunding, chef du clan de la Chienne noire, cherche à détruire le royaume du Frankenland pendant que Loki, le dieu du Mal, corrompt ceux qu’il approche.

## Prix et récompenses
Édouard Brasey a bénéficié d'une Bourse de création du Centre national du livre pour la rédaction de cette trilogie. La malédiction de l'anneau avait aussi été nommé au Prix Imaginales 2009.